# Presbytère de Remoray
Le presbytère de Remoray ou maison du patrimoine de Remoray est un ancien presbytère du XIXe siècle du Haut-Doubs dans le Massif du Jura, sur la commune de Remoray-Boujeons dans le Doubs en Bourgogne-Franche-Comté. Devenu musée / écomusée depuis 2015, le presbytère et son jardin de curé sont inscrits aux monuments historiques depuis le 19 juillet 2001. Il contient  un papier peint panoramique rare au motif biblique des années 1830, également inscrit aux monuments historiques depuis le 21 mars 2002.

## Histoire
Cette ancienne ferme comtoise traditionnelle du Haut-Doubs et de la réserve naturelle nationale du lac de Remoray, voisine de l'église Sainte-Anne du centre du village de Remoray, est transformée vers 1835 en presbytère.

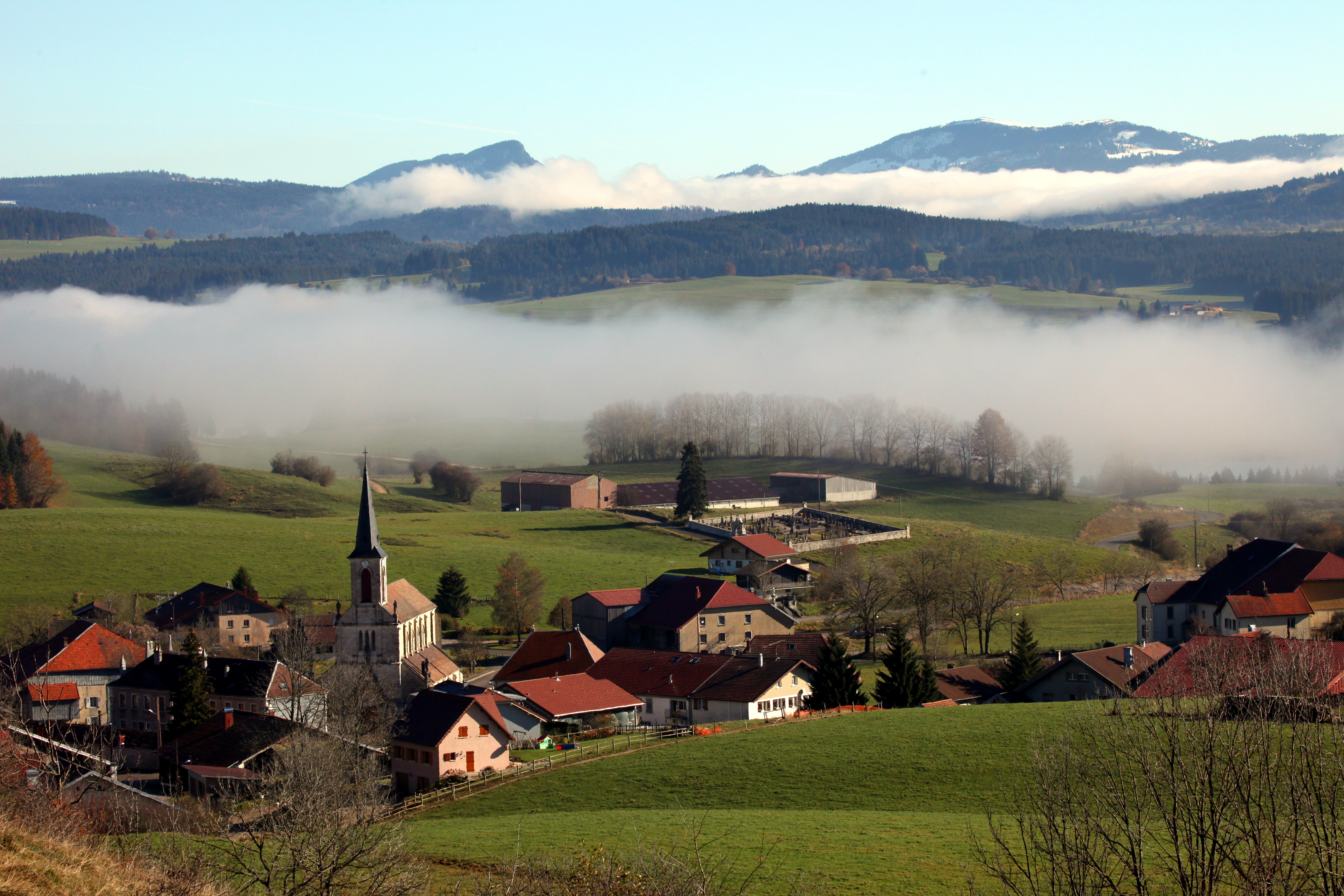
Remoray-Boujeons dans le Haut-Doubs dans le massif du Jura
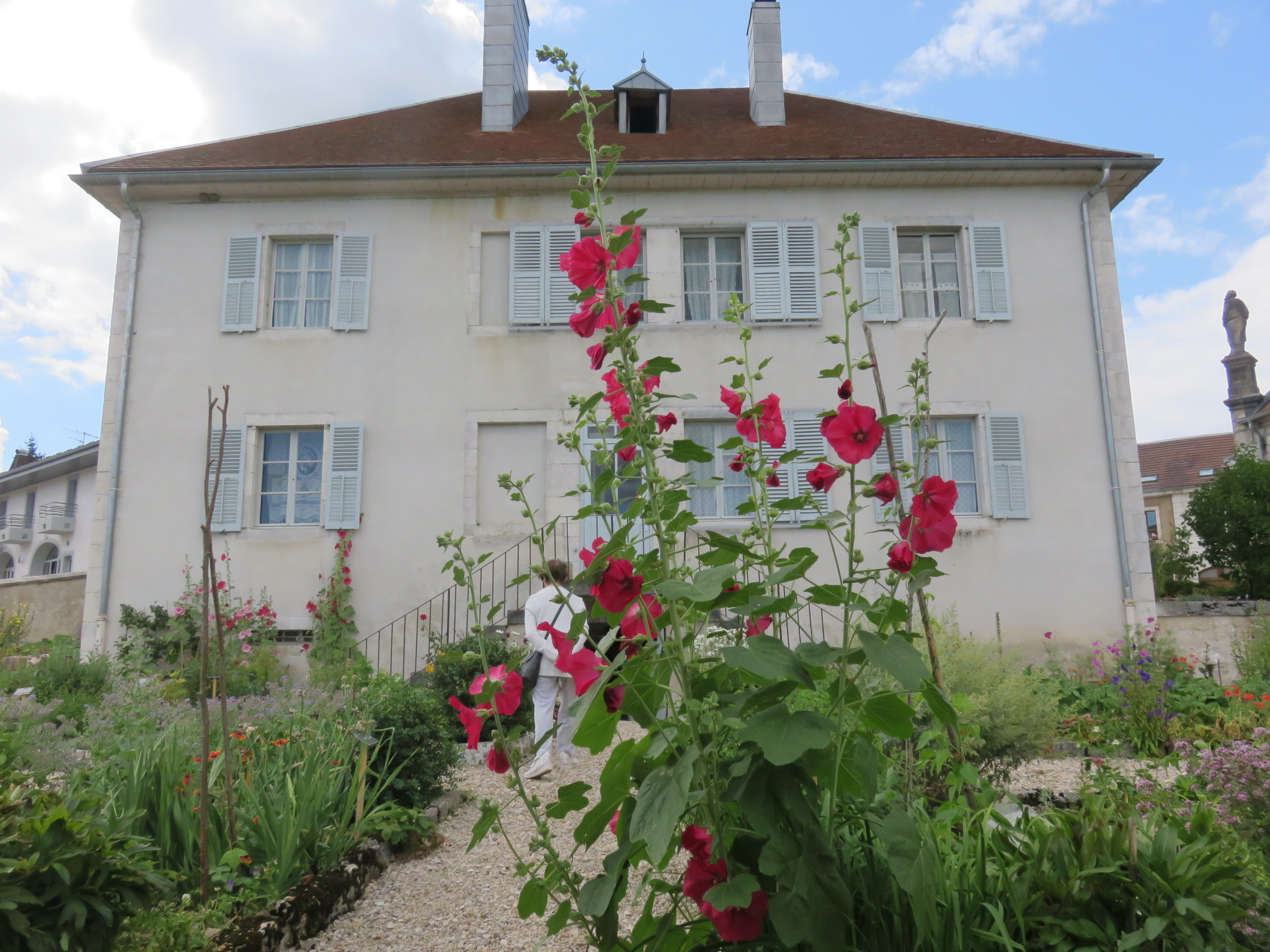
Côté jardin
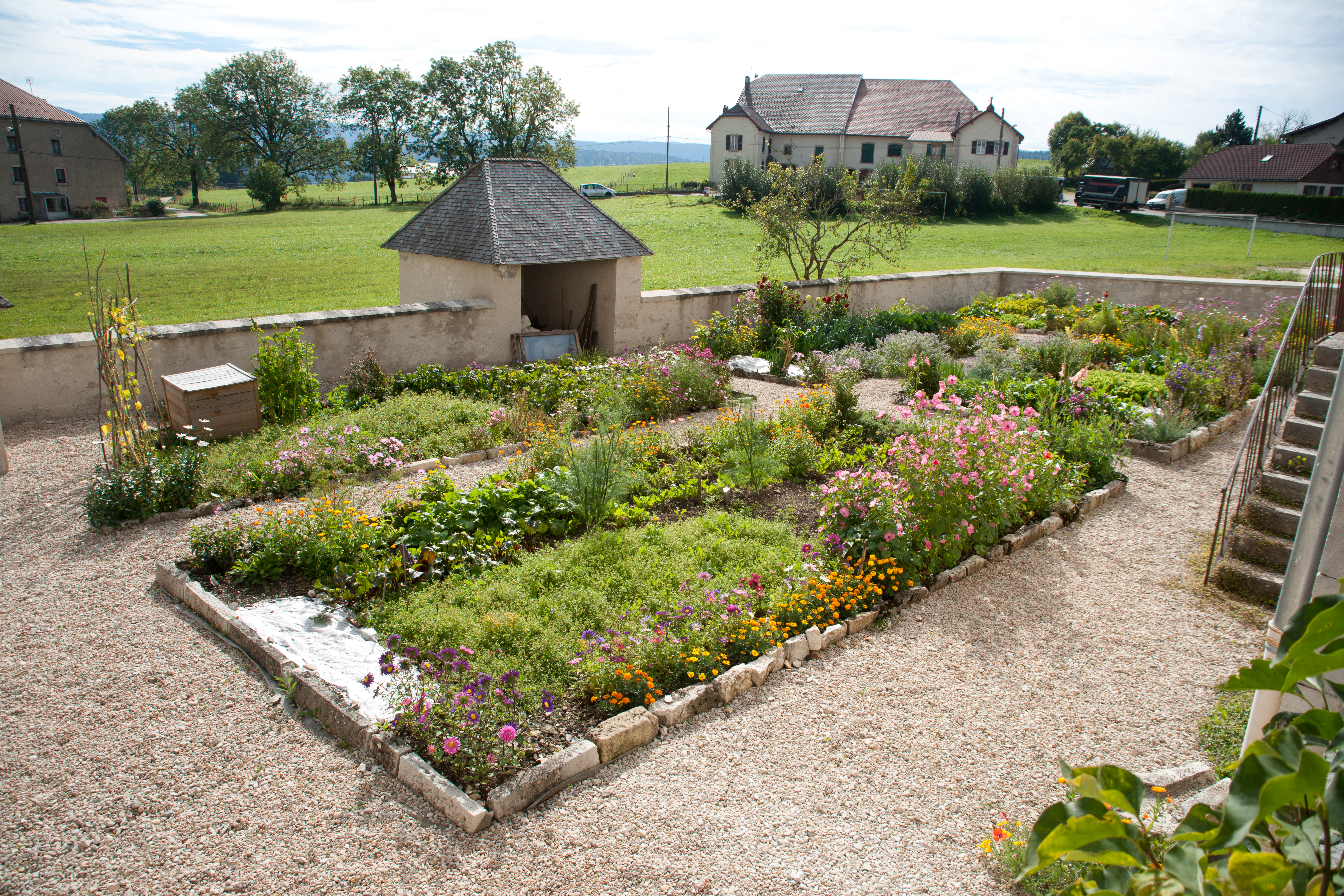
Jardin de curé inscrit aux monuments historiques

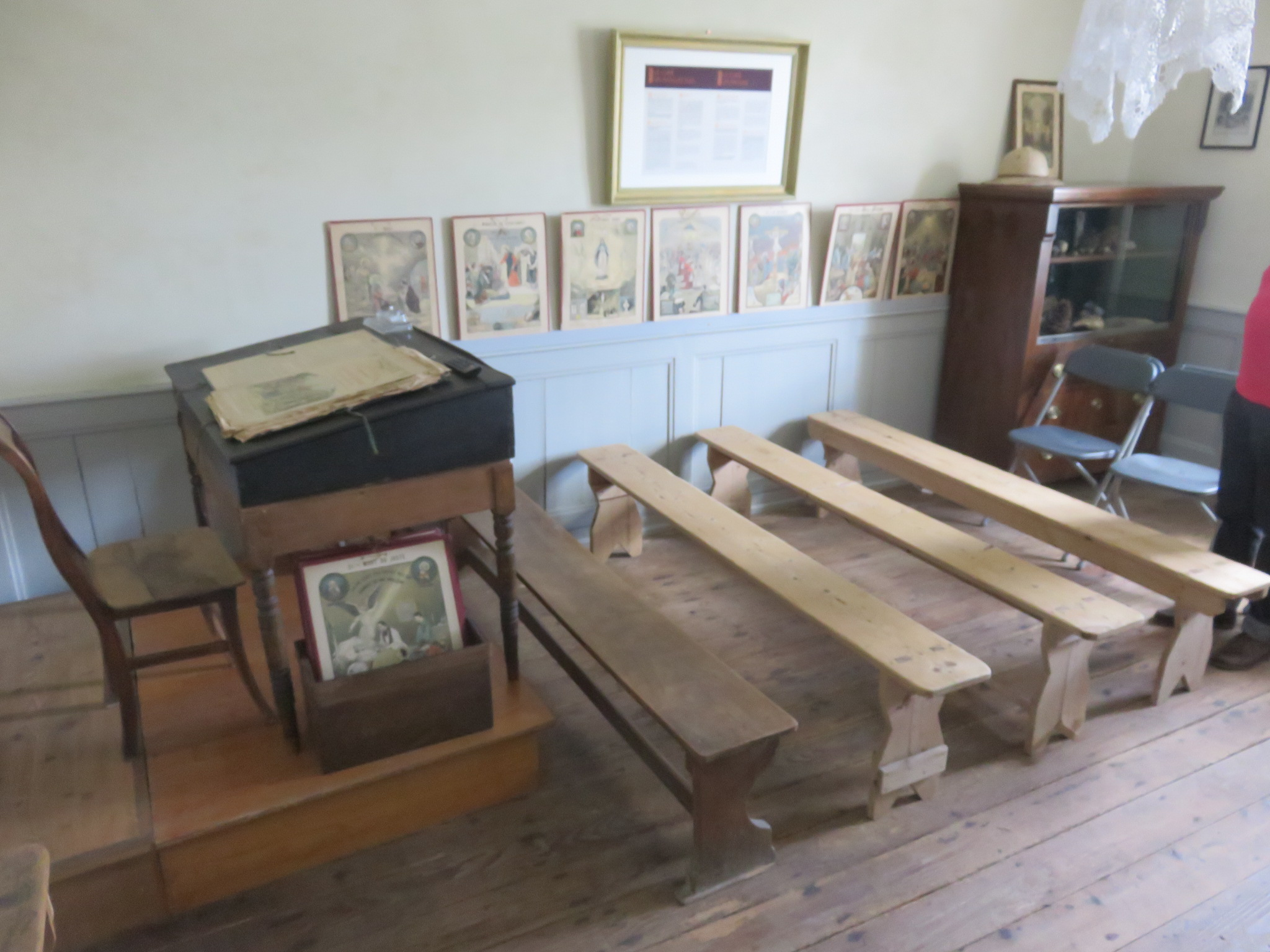
Salle de classe et de catéchisme

Entre 1999 et 2015, Bernard et Élisabeth Renaud (un couple de passionnés d'histoire régionale) transforme cet ancien presbytère abandonné en écomusée de la vie du Haut-Doubs, sous le nom de « Maison du Patrimoine ». À l'intérieur sont présentés des éléments reconstitués de l'histoire du Doubs au XIXe siècle, du patrimoine et de la vie rurale locale, des modes de vie et traditions populaires, de la vie rurale du curé catholique de campagne, Salomon, (également médecin, dentiste, et vétérinaire à ses heures... ), et des habitants de ce village de 300 habitants, avec nombreux meubles, objets, documents, explications... 
L'ancien presbytère écomusée est constitué d'une dizaine de pièces meublées, sur quatre étages, avec :

Quelques pièces
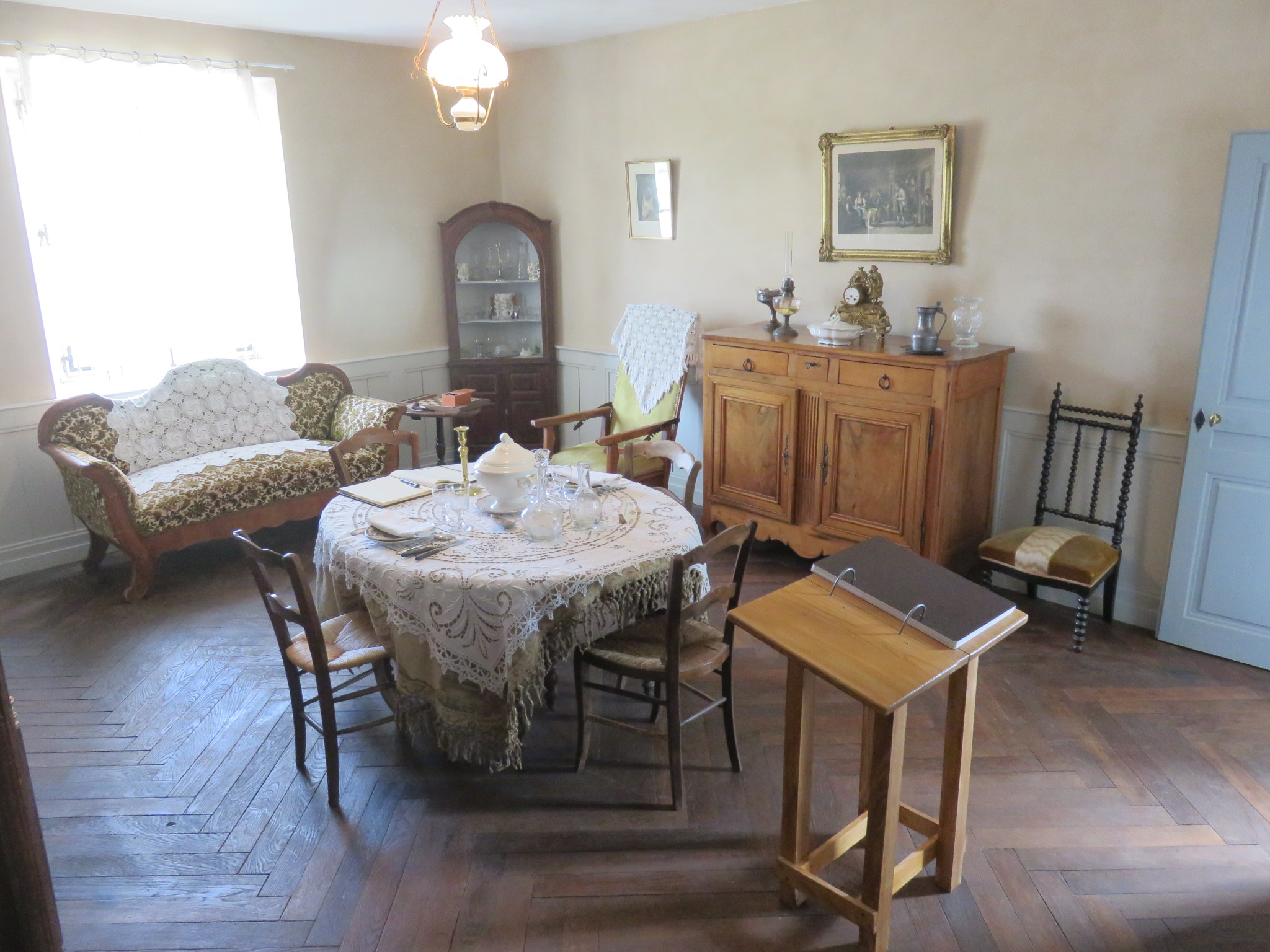
Salon
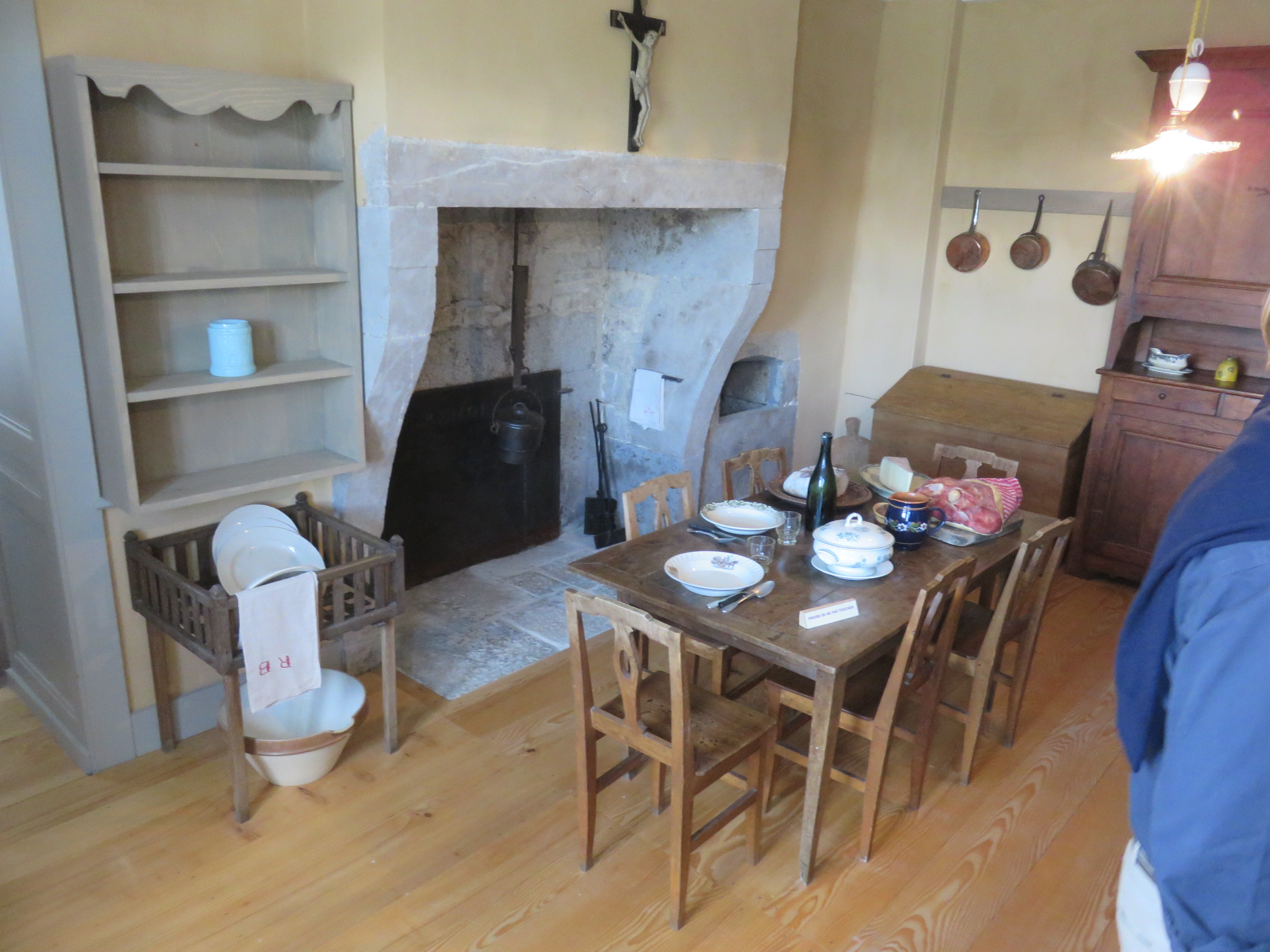
Cuisine
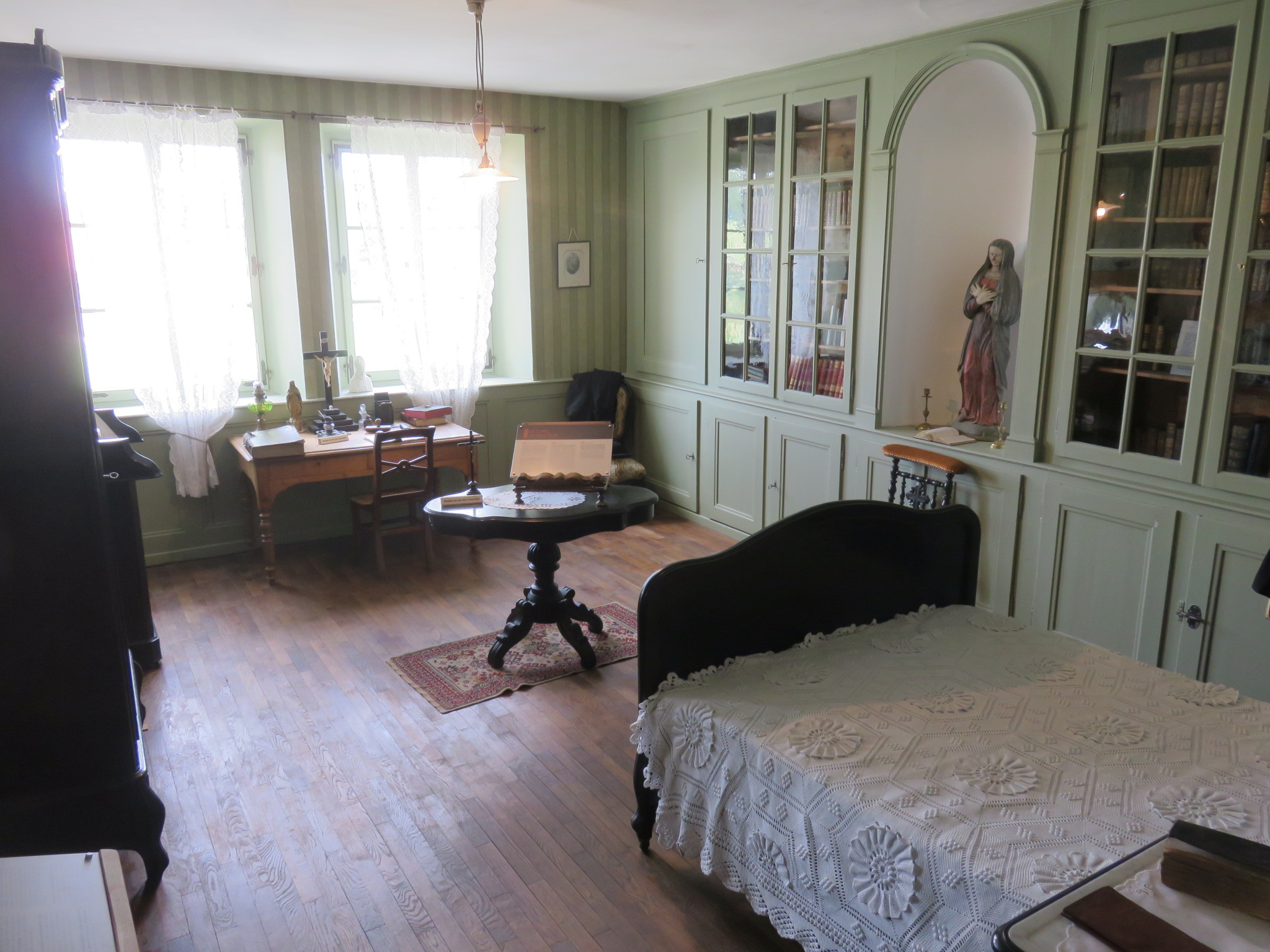
Chambre de curé
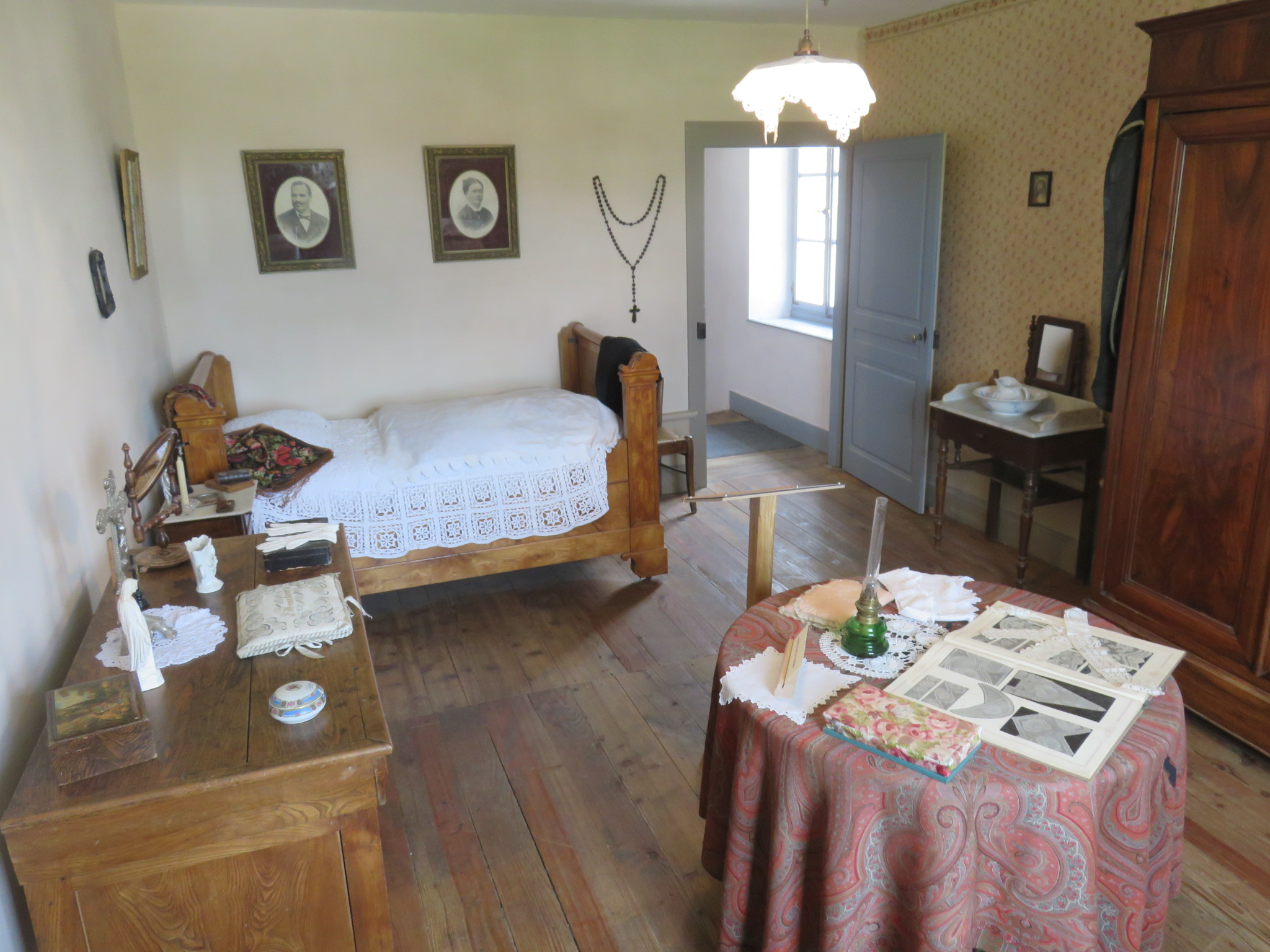
Chambre de bonne

- salle de classe de catéchisme, et de cours divers d'agronomie, d'élevage, de pharmacopée...
- cuisine (avec ambiance d’une ferme comtoise du XIXe siècle)

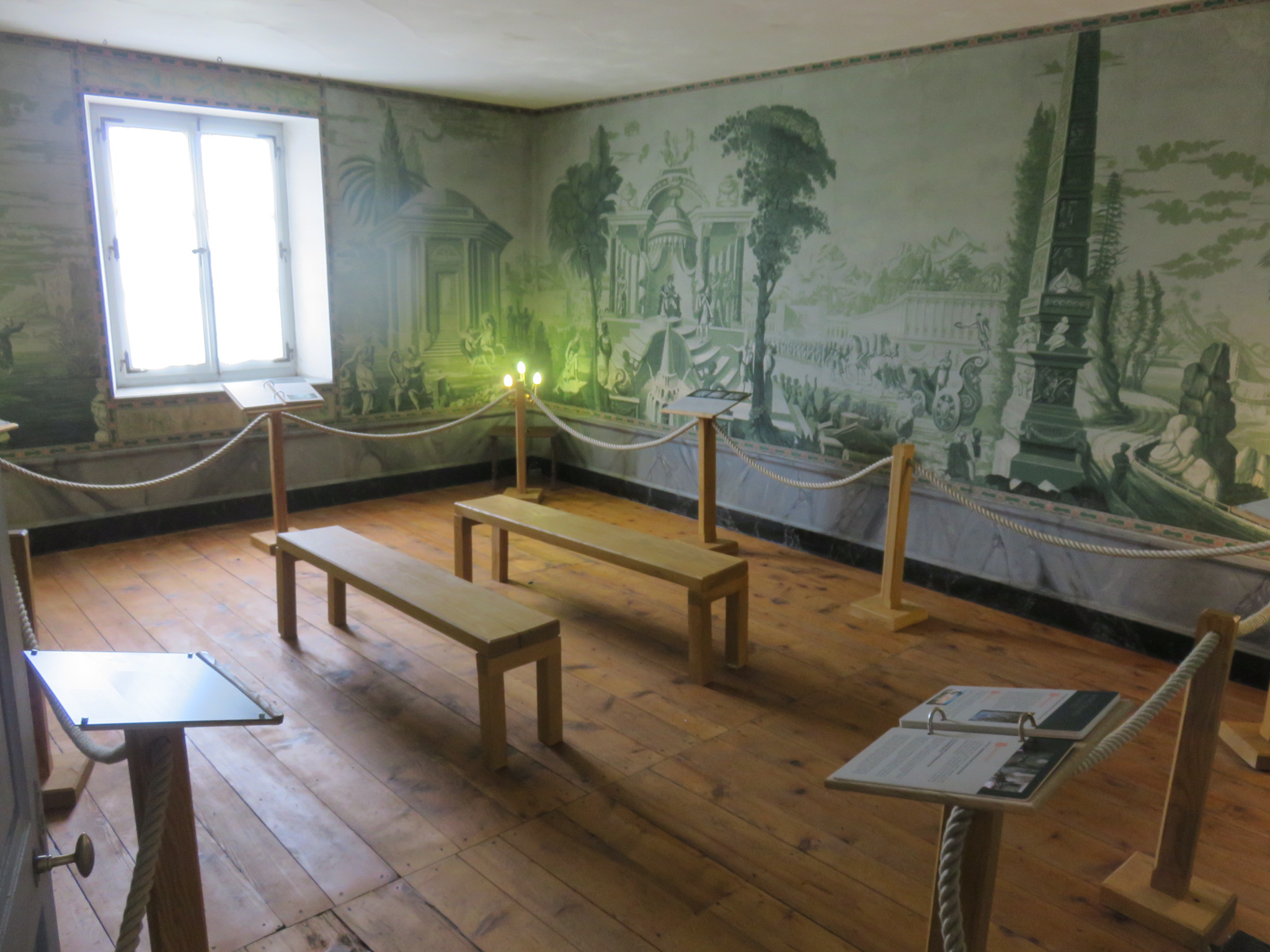
Salle dite « des papiers peints » inscrits aux monuments historiques

- chambres à coucher, et chambre de bonne
- salle dite « du papier peint »
- salles d'expositions au grenier et au sous sol...
- jardin de curé (jardin potager, jardin médicinal, et jardin botanique)

## Papier peint panoramique
Dans la chambre de l'étage à l'angle sud, un ancien papier peint panoramique très rare, daté des années 1810, est exposé dans un état exceptionnel. S'il est sûr qu'il n'a pas été imprimé par la manufacture Jean Zuber et Cie, il est parfois attribué sans preuve à la manufacture Dufour car cette fabrique a imprimé les plus célèbres dans le domaine du papier peint panoramique. Si elle n'est pas identifiée, la manufacture de papier peint qui l'a imprimé, détenait un grand savoir-faire et a probablement choisi ce thème religieux car il venait d'être popularisé par l'opéra Joseph d'Etienne-Nicolas Méhul. Cadeau présumé au curé, d'un prince de la Maison d'Arenberg (richissime et importante famille propriétaire terrienne de la région), il représente la vie de Joseph, fils de Jacob, petit-fils d’Abraham, de la Religion abrahamique (Religion du Livre) sous forme de fresque en huit tableaux. Il comporte d'importants mélanges anachroniques de références à la Bible, à la civilisation gréco-romaine, à la Révolution française, à l'exotisme et la campagne d'Égypte de 1798-1801 du général Bonaparte (futur empereur Napoléon Ier), ainsi qu'à la Franc-maçonnerie,.

Quelques objets
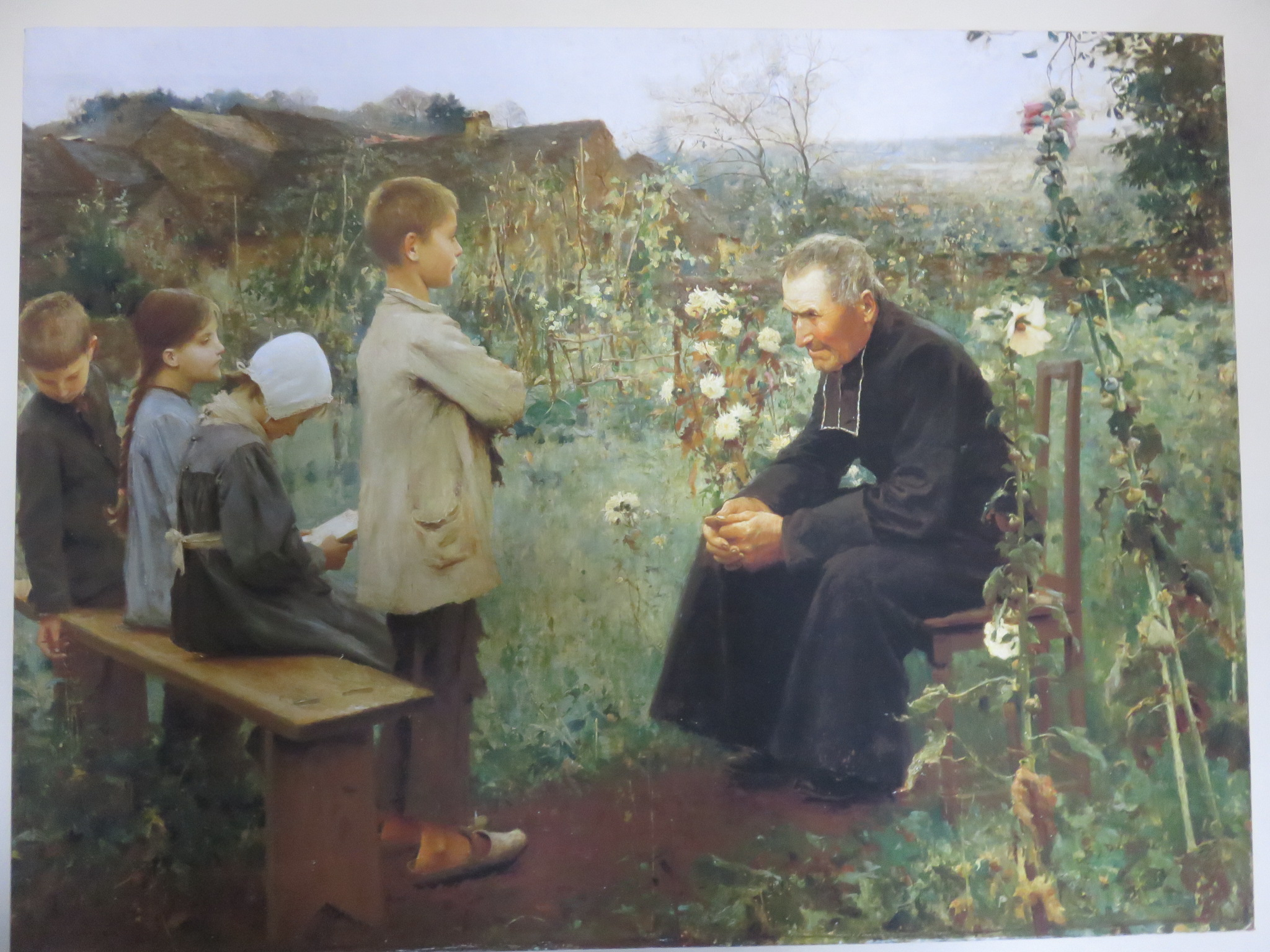
La Leçon de catéchisme, de Jules-Alexis Muenier
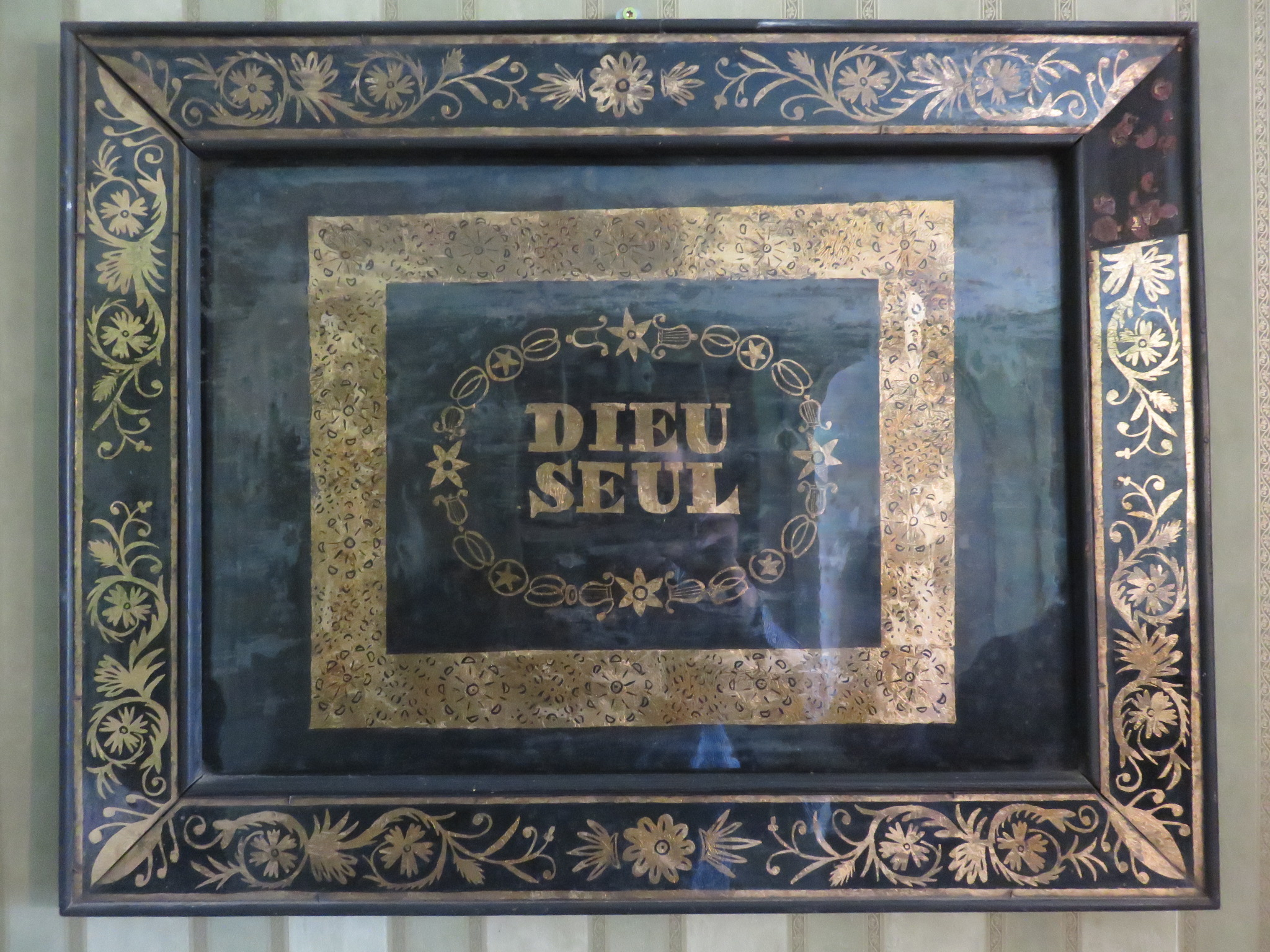
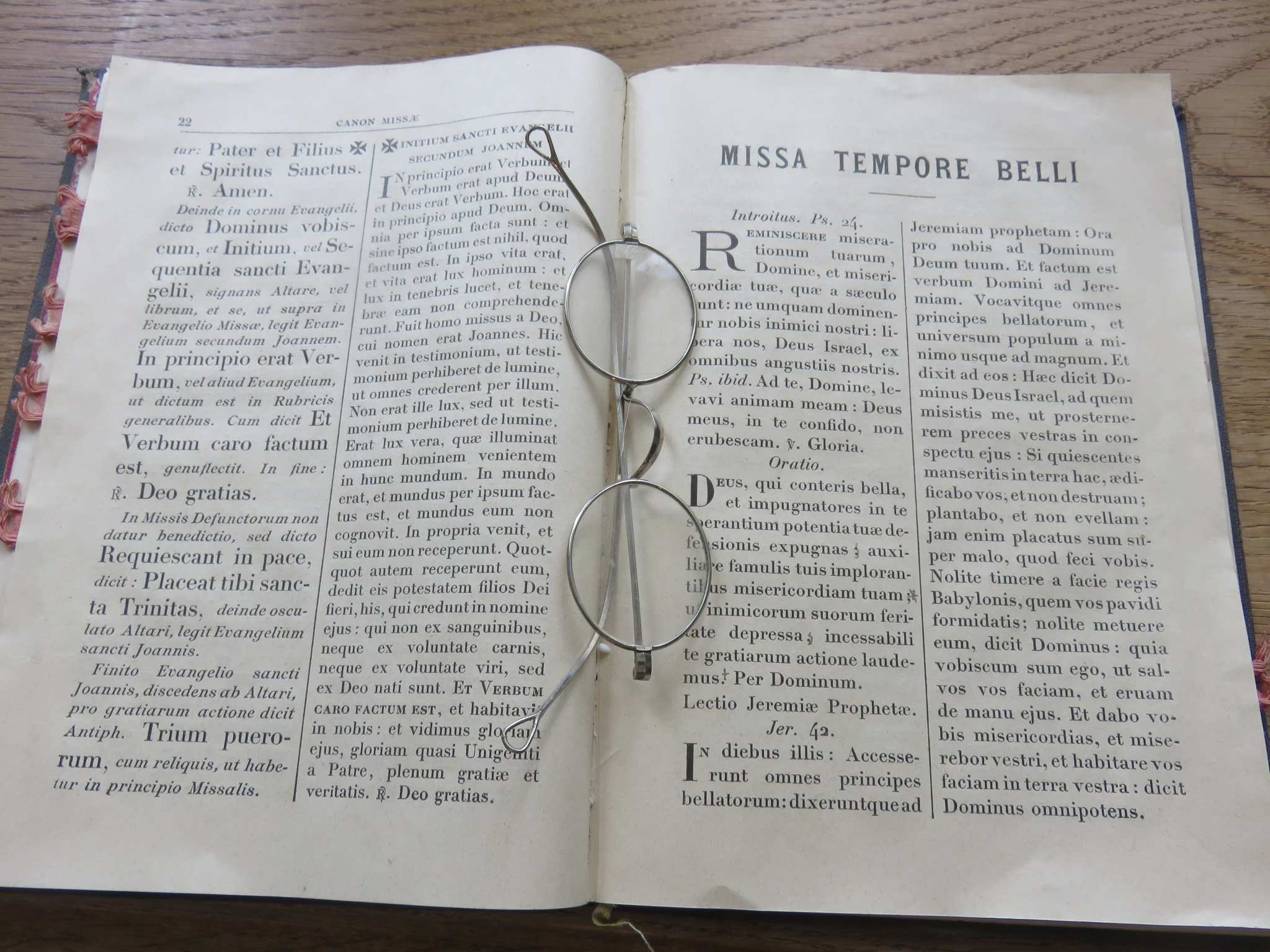
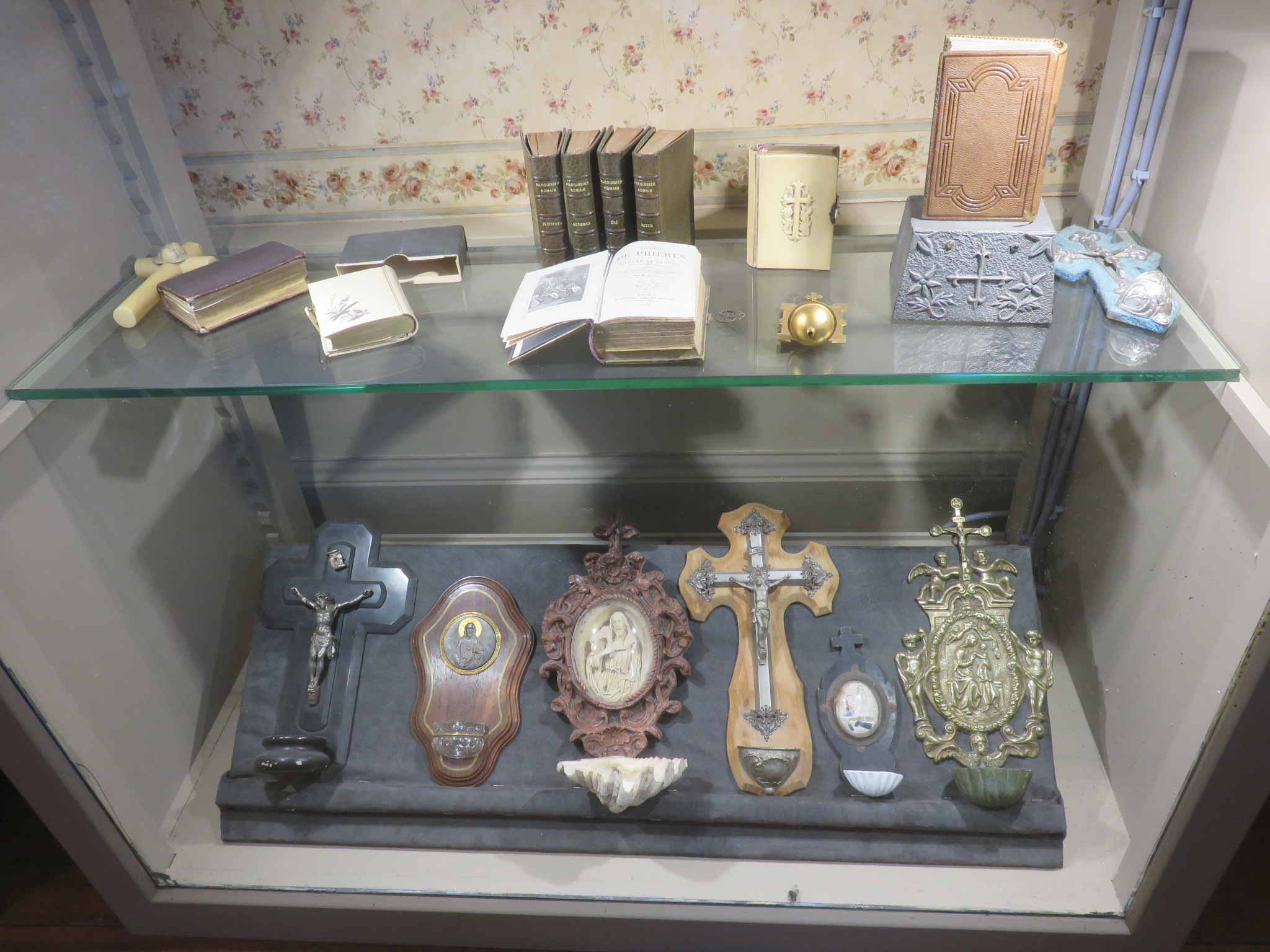
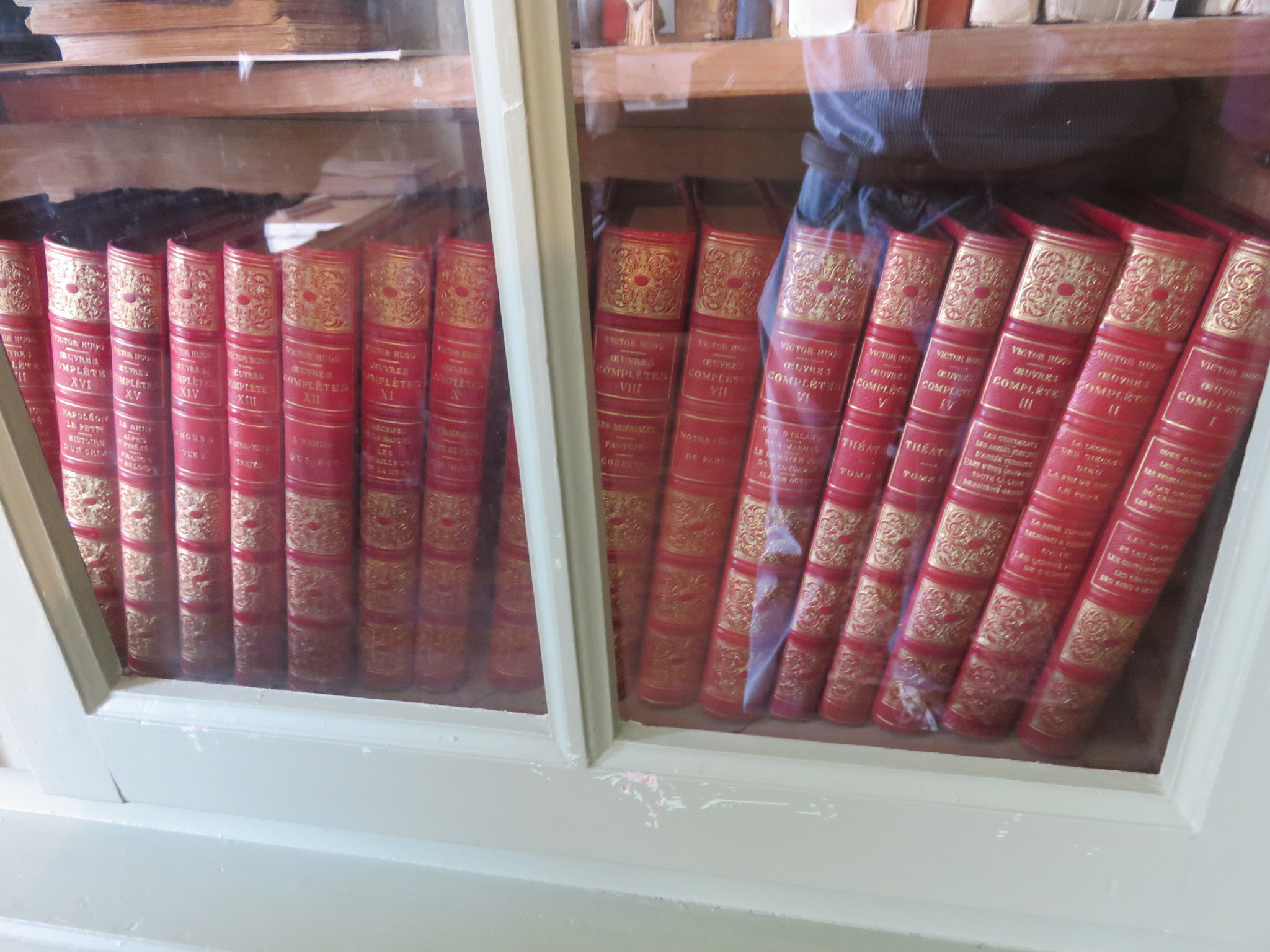
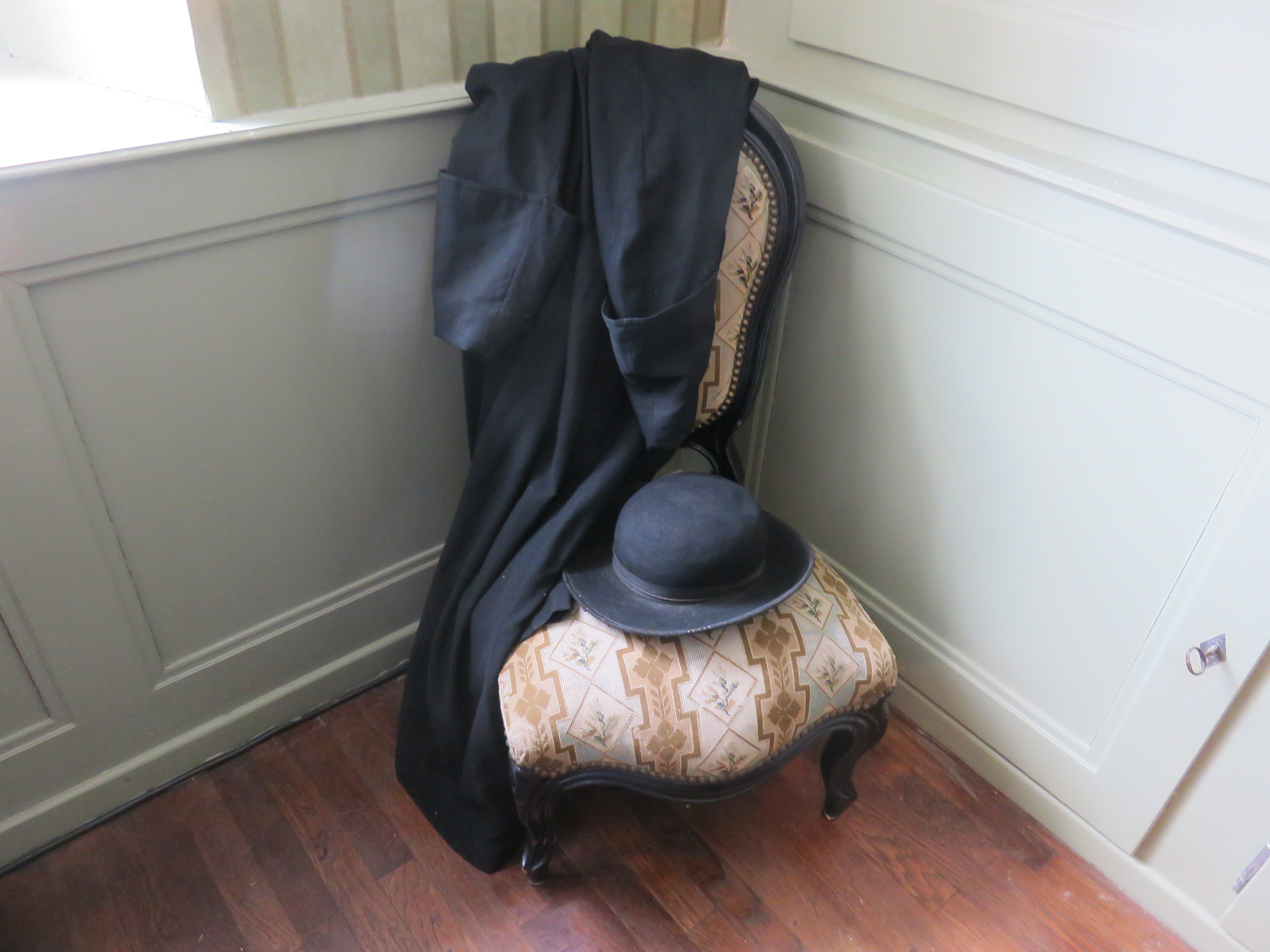